# Le Tech
Le Tech (em catalão:  El Tec) é uma comuna francesa na região administrativa da Occitânia, no departamento dos Pirenéus Orientais. Estende-se por uma área de 25.18 km², e possui 91 habitantes, segundo o censo de 2018, com uma densidade de 3.6 hab/km².